# Angelus Novus

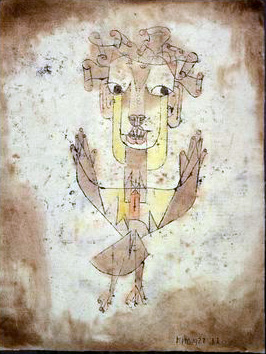
Angelus Novus

Angelus Novus – akwarela namalowana przez Paula Klee w 1920 roku na papierze o wymiarach 31,8 × 24,2 cm; obecnie znajduje się w zbiorach Muzeum Izraela w Jerozolimie. 
Obraz należał do Waltera Benjamina, po którego śmierci trafił do jego wieloletniego przyjaciela Gershoma Scholema, później do wdowy po nim, a w końcu został przekazany do Muzeum Izraela.
Benjamin uważał, iż dzieło przedstawia anioła, który wygląda tak, jak gdyby zamierzał się oddalić od czegoś, w czym zatopił spojrzenie. Ma szeroko rozwarte oczy, otwarte usta, rozpostarte skrzydła. Tak zapewne wygląda anioł historii. Oblicze zwrócił ku przeszłości. Tam, gdzie przed nami pojawia się łańcuch zdarzeń, on widzi jedną wieczną katastrofę, która nieprzerwanie mnoży piętrzące się ruiny i ciska mu je pod stopy. Chciałby się pewnie zatrzymać, zbudzić pomarłych i poskładać szczątki zaścielające pobojowisko. Lecz od raju wieje wicher, zaplątał mu się w skrzydłach, a tak jest potężny, że anioł nie potrafi ich złożyć. Wicher ten niepowstrzymanie gna go w przyszłość, do której zwrócony jest plecami, podczas gdy przed nim aż pod niebo wyrasta zwalisko ruin. To, co nazywamy postępem, to właśnie ten wicher.
Hannah Arendt w swojej książce o Benjaminie czyni postać Anioła Historii kluczową figurą Benjaminowskiej myśli, dopatrując się w nim zarówno pierwowzoru postawy flâneura, jak i odzwierciedlenia drogi życiowej samego autora. Koncept Anioła Historii zainspirował niektórych artystów i muzyków.